# 465. pehotni polk (Wehrmacht)
465. pehotni polk (izvirno nemško Infanterie-Regiment 465) je bil eden izmed pehotnih polkov v sestavi redne nemške kopenske vojske med drugo svetovno vojno.

## Zgodovina
Polk je bil ustanovljen 26. avgusta 1939 kot polk 4. vala v Kamenzu iz nadomestnih bataljonov: I. in II. 10. ter I. 52. pehotnega polka; polk je bil dodeljen 255. pehotni diviziji.
10. februarja 1940 je bil II. bataljon izvzet iz sestave in dodeljen 515. pehotnemu polku; 22. septembra istega leta je bil izvzet tudi III. bataljon, ki je bil dodeljen 446. pehotnemu polku. Obe enoti sta bili nadomeščeni.
15. oktobra 1942 je bil polk preimenovan v 465. grenadirski polk.